# 南瓜炸彈
“南瓜炸弹”是曼哈顿计划支持的传统高爆航空炸弹，美国陆军航空队在第二次世界大战中使用它来攻击日本。“南瓜炸弹”得名于其椭圆形的弹体，官方文件中也使用这个名字。这种炸弹共制造了486枚，其中49枚被第509混合飞行大队用于攻击日本的富山、長岡、福島、东京及其他十座城市，共造成了超过400人死亡，另有1200多人受伤。

## 概述
在B-29的飞行员部署到西太平洋后，为了能够进行更加贴近实战的原子弹攻击训练，「南瓜炸弹」的概念由洛斯阿拉莫斯国家实验室的威廉·S·帕森斯（William S. Parsons）和美国陆军航空队上校、第509混成部队指挥官保罗·W·蒂贝茨（Paul W. Tibbets）在1944年12月13日提出。这种炸弹与钚弹（核燃料主要为钚239的原子弹）有着相同的弹道和操纵特性，但是不包含核燃料。南瓜炸弹的任务细节和胖子原子弹的任务细节十分相近，它所攻击的目标都在原子弹计划攻击的目标城市的附近。
这种炸弹是在查尔斯·C·劳里森（Charles C. Lauritsen）的领导下由加州理工学院设计完成的。炸弹必须能够放入B-29的前炸弹仓，并且能够攻击目标。炸弹的弹体是由两个加利福尼亚州洛杉矶的公司——联合钢铁公司（Consolidated Steel Corporation）和西部管道和钢铁公司（Western Pipe and Steel Company）生产的，而尾翼是由密歇根州底特律的中线公司（Centerline Company）生产的。经过初步开发，该项目在1945年5月移交给美国海军军械局管理。

## 分型
南瓜炸弹同时生产了惰性和高爆两种型号，高爆型装有B炸药（Composition B），惰性型装有水泥、石膏、沙子和水以使其密度与B炸药一致。两种型号的重量相同，重量分布则与钚弹内芯的重量分布相同。惰性型号都直接从制造商由铁路运到犹他州温多弗陆军航空区（Wendover Army Air Field），在那里的216基地进行飞行测试来计算炸弹的外形。
南瓜炸弹与投放在日本的胖子原子弹从大小到形状上都是十分接近的。而且都有着52平方英寸的尾翼和单点single-point attachment lug。南瓜炸弹有着三个引信排列在它的突出部分，原子弹则是有四个。原子弹是用螺栓将它们的每个部分连在一起，而绝大多数南瓜炸弹则是用四英寸的洞焊接起来，并以此来填装炸药。南瓜炸弹也是缺少了原子弹所拥有的四个外置的雷达天线。
南瓜炸弹高12英尺8英寸（约3.7米），直径5英尺（约1.5米）。重量通常被设定在5.26吨，由3800磅的外壳，425磅的尾部，6300磅的填充物组成。外壳由0.375英寸结构钢制成，尾部由0.2英寸铝鈑金制成。
尽管被称为南瓜炸弹，其实并没有证据显示这些炸弹有被涂上任何特殊颜色，它们依然是依据空军的一般标准来进行涂装的。

## 实践使用
第509混合军团在7月20日至7月25日的12场战斗中，用B-29轰炸机在日本的城市进行了原子弹“胖子”的投弹练习。总计49个南瓜炸弹被投送至14个目标。

## 资料
- Campbell, Richard H. . Jefferson, North Carolina: McFarland & Company. 2005. ISBN 0-7864-2139-8. OCLC 58554961.
- Coster-Mullen, John. . (self published). 2012. OCLC 298514167.
- Hoddeson, Lillian; Henriksen, Paul W.; Meade, Roger A.; Westfall, Catherine L. . New York, New York: Cambridge University Press. 1993. ISBN 0-521-44132-3. OCLC 26764320.